# أسكو كارا
أسكو كارا هو نادي كرة قدم من مدينة كارا يلعب في البطولة الوطنية التوغولية.

## التاريخ
قُتل أميليتي أبالو المدير الفني للفريق بالرصاص في 8 يناير 2010 في هجوم إرهابي استهدف منتخب توغو الوطني لكرة القدم.